# دار ذى شرية (القفر)

تعديل مصدري - تعديل

دار ذى شرية محلة تابعة لقرية البياحى، التابعة لعزلة بني سيف العالي بمديرية القفر إحدى مديريات محافظة إب في الجمهورية اليمنية، بلغ تعداد سكانها 34 حسب تعداد اليمن لعام 2004.